# 좋아해
〈#좋아해〉(#好きなんだ 핫슈타그(해시태그) 스키난다[*])는 AKB48의 49번째 싱글이다.

## 개요
- 전작 〈소원을 썩혀갈 뿐〉으로부터 약 3개월 만의 싱글이다.
- 타이틀곡 〈#좋아해〉는 2017년에 실시된 《AKB48 49th 싱글 선발 총선거》의 1위부터 16위까지의 멤버가 노래한다. 또, 17위부터 80위에 선정된 멤버도 커플링 곡으로 수록되는 곡에 각각 언더 걸즈, 넥스트 걸즈, 퓨처 걸즈, 업커밍 걸즈로서 참가한다.

## 수록곡

### Type A
초회한정반 자켓 사진: 사시하라 리노
통상반 자켓 사진 : 사시하라 리노 · 요코야마 유이 · 요시다 아카리
CD
1. #好きなんだ / #좋아해 - 선발
2. だらしない愛し方 / 어리석은 사랑법 - 언더 걸즈
3. 戸惑ってためらって / 당황하고 주저해서 - 넥스트 걸즈
4. #好きなんだ off vocal ver.
5. だらしない愛し方 off vocal ver.
6. 戸惑ってためらって off vocal ver.

DVD
1. #好きなんだ Music Video
2. だらしない愛し方 Music Video
3. 戸惑ってためらって Music Video

### Type B
초회한정반 자켓 사진: 와타나베 마유 · 마츠이 쥬리나 · 미야와키 사쿠라 · 오기노 유카 · 스다 아카리
통상반 자켓 사진 : 와타나베 마유 · 키타하라 리에 · 후루하타 나오
CD
1. #好きなんだ / #좋아해 - 선발
2. だらしない愛し方 / 어리석은 사랑법 - 언더 걸즈
3. 自分たちの恋に限って / 자신들의 사랑에 한해서 - 퓨처 걸즈
4. #好きなんだ off vocal ver.
5. だらしない愛し方 off vocal ver.
6. 自分たちの恋に限って off vocal ver.

DVD
1. #好きなんだ Music Video
2. だらしない愛し方 Music Video
3. 自分たちの恋に限って Music Video

### Type C
초회한정반 자켓 사진: 요코야마 유이 · 소다 사리나 · 오카다 나나 · 키타하라 리에 · 타카하시 쥬리
통상반 자켓 사진 : 마츠이 쥬리나 · 오카다 나나 · 혼마 히나타
CD
1. #好きなんだ / #좋아해 - 선발
2. だらしない愛し方 / 어리석은 사랑법 - 언더 걸즈
3. 月の仮面 / 달의 가면 - 업커밍 걸즈
4. #好きなんだ off vocal ver.
5. だらしない愛し方 off vocal ver.
6. 月の仮面 off vocal ver.

DVD
1. #好きなんだ Music Video
2. だらしない愛し方 Music Video
3. 月の仮面 Music Video

### Type D
초회한정반 자켓 사진: 시로마 미루 · 혼마 히나타 · 후루하타 나오 · 타카야나기 아카네 · 요시다 아카리
통상반 자켓 사진 : 미야와키 사쿠라 · 소다 사리나 · 시로마 미루
CD
1. #好きなんだ / #좋아해 - 선발
2. だらしない愛し方 / 어리석은 사랑법 - 언더 걸즈
3. プライベートサマー / 개인적인 여름 - SHOWROOM 선발
4. #好きなんだ off vocal ver.
5. だらしない愛し方 off vocal ver.
6. プライベートサマー off vocal ver.

DVD
1. #好きなんだ Music Video
2. だらしない愛し方 Music Video
3. プライベートサマー Music Video

### Type E
초회한정반 자켓 사진: 사시하라 리노 · 와타나베 마유 · 마츠이 쥬리나 · 미야와키 사쿠라 · 오기노 유카 · 스다 아카리 · 요코야마 유이
통상반 자켓 사진 : 오기노 유카 · 스다 아카리 · 타카하시 쥬리 · 타카야나기 아카네
CD
1. #好きなんだ / #좋아해 - 선발
2. だらしない愛し方 / 어리석은 사랑법 - 언더 걸즈
3. ギブアップはしない / 포기는 하지 않아
4. #好きなんだ off vocal ver.
5. だらしない愛し方 off vocal ver.
6. ギブアップはしない off vocal ver.

DVD
1. #好きなんだ Music Video
2. だらしない愛し方 Music Video
3. ギブアップはしない Music Video

### 극장반
자켓 사진: 선발 멤버 16명
CD
1. #好きなんだ / #좋아해 - 선발
2. だらしない愛し方 / 어리석은 사랑법 - 언더 걸즈
3. 抱きつこうか? / 껴안아버릴까? - AKB48 16기생
4. #好きなんだ off vocal ver.
5. だらしない愛し方 off vocal ver.
6. 抱きつこうか? off vocal ver.

## 선발 멤버

### #좋아해
(센터: 사시하라 리노)

## AKB48/NGT48/STU48
이리야마 안나, 오카다 나나, 오카베 린 오기노 유카, 오구리 유이, 카시와기 유키, 카토 레나, 코지마 마코, 코지마 마코, 다카하시 쥬리, 미네기시 미나미, 와타나베 마유, 무카이치 미온, 요코야마 유이, 다카하시 쥬리, 와타나베 마유, 키타하라 리에, 오기노 유카, 나카이 리카, 오카다 나나, 타키노 유미코

## SKE48
마츠이 쥬리나, 오바타 유나, 스다 아카리, 소다 사리나, 혼마 히나타, 후루하타 나오, 타카야나기 아카네

## NMB48
요시다 아카리, 시로마 미루

## HKT48
사시하라 리노, 미야와키 사쿠라

### 어리석은 사랑법
언더 걸즈 명의
(센터: 무카이치 미온)

## AKB48/NGT48
미네기시 미나미, 무카이치 미온, 카토 레나, 후쿠오카 세이나, 카와모토 사야, 코지마 마코, 쿠라노오 나루미, 타카쿠라 모에카, 나카이 리카

## SKE48
오오야 마사나, 오오바 미나, 마츠무라 카오리

## NMB48
스토 리리카, 오오타 유리

## HKT48
타나카 미쿠, 모리야스 마도카

### 당황하고 주저해서
넥스트 걸즈 명의
(센터 : 카토 유카)

## AKB48/NGT48
사사키 유카리, 타니구치 메구, 쿠보 사토네, 이와타테 사호, 니시가타 마리나

## SKE48
에고 유나, 카마타 나츠키, 고토 라라

## NMB48
카토 유카, 오키타 아야카, 무라세 사에

## HKT48
타시마 메루, 야부키 나코, 토미요시 아스카, 토모나가 미오, 후치가미 마이

### 자신들의 사랑에 한해서
퓨처 걸즈 명의
(센터 : 사카구치 리코)

## AKB48/NGT48
코미야마 하루카, 오구리 유이, 무토 오린, 졸업생:야마구치 마호

## SKE48
키타가와 료하, 아라이 유키, 타케우치 사키, 쿠마자키 하루카

## NMB48
이치카와 미오리, 타니가와 아이리, 시부야 나기사

## HKT48
사카구치 리코, 타나카 나츠미, 마츠오카 나츠미, 우에키 나오, 모토무라 아오이

### 달의 가면
업커밍 걸즈 명의
(센터 : 오오타 나오)

## AKB48/NGT48
히와타시 유이, 모기 시노부, 고토 모에, 오오모리 미유, 오오타 나오, 사카구치 나기사, 나가노 세리카, 카토 미나미, 카도 유리아, 미야지마 아야

## SKE48
오바타 유나, 사토 스미레, 타카하타 유우키, 타니 마리카

## HKT48
마츠오카 하나, 토요나가 아키

### 개인적인 여름
SHOWROOM 선발 명의
(센터 : 오오니시 모모카)

## AKB48/NGT48
마챠링, 오오니시 모모카, 사토 시오리, 시모아오키 카린, 오오타 나오, 나카이 리카, 니시가타 마리나, 오기노 유카, 나카무라 아유카, 나라 미하루, 모리 카호, 후쿠다 아카리, 사노 하루카, 야마네 스즈하

## SKE48
노노가키 미키

## NMB48
나이키 코코로

### 포기는 하지 않아
(센터 : 마츠이 쥬리나, 미야와키 사쿠라)

## AKB48
요코야마 유이, 시마다 하루카, 무카이치 미온, 카토 레나, 키자키 유리아

## SKE48
마츠이 쥬리나, 후루하타 나오

## NMB48
시로마 미루

## HKT48
미야와키 사쿠라

### 껴안아버릴까?
AKB48 16기생 명의
- AKB48 16기 연구생: 아사이 나나미, 이나가키 카오리, 우메모토 이즈미, 쿠로스 하루카, 사토 미나미, 쇼지 나기사, 스즈키 쿠루미, 타구치 마나카, 타야 미사키, 나가토모 아야미, 하리마 나나미, 혼마 마이, 마에다 아야카, 미치에다 사키, 무토 오린, 야스다 카나, 야마우치 미즈키, 야마네 스즈하

## 발매일
| 국가     | 날짜            | 포맷                    | 레이블               |
| -------- | --------------- | ----------------------- | -------------------- |
| 일본     | 2017년 8월 30일 | CD+DVD, CD, 디지털 음원 | You, Be Cool!        |
| 대한민국 | 2018년 8월 24일 | 디지털 음원             | 스톤뮤직엔터테인먼트 |